# Saint-Martin-du-Tartre
Saint-Martin-du-Tartre is een gemeente in het Franse departement Saône-et-Loire (regio Bourgogne-Franche-Comté) en telt 151 inwoners (1999). De plaats maakt deel uit van het arrondissement Chalon-sur-Saône.

## Geografie
De oppervlakte van Saint-Martin-du-Tartre bedraagt 7,9 km², de bevolkingsdichtheid is 19,1 inwoners per km².
De onderstaande kaart toont de ligging van Saint-Martin-du-Tartre met de belangrijkste infrastructuur en aangrenzende gemeenten.

## Demografie
Onderstaande figuur toont het verloop van het inwonertal (bron: INSEE-tellingen).